# Alien (album)
Alien je četvrti studijski album kanadskog metal-sastava Strapping Young Lad. Diskografska kuća Century Media Records objavila ga je 22. ožujka 2005. Pjesme na albumu uglavnom su skladali Devin Townsend i Gene Hoglan u 6 mjeseci.
Album se pojavio na 32. mjestu Billboardove ljestvice "Heatseekers" i 35. mjestu "Top nezavisnih albuma". Pjesma "Love?" objavljena je kao singl, a objavljen je i popratni glazbeni spot koji je prikazan u emisiji Headbanger's Ball. Spot (snimljen u počast filmu Zla smrt) prikazuje sastav kako svira u opsjednutoj šumskoj kolibi.

## O albumu
Townsendu je 1998. godine dijagnosticiran bipolarni poremećaj, bolest koju je nesvjesno pogoršalo njegovo tadašnje konzumiranje alkoholnih pića i droga. Bili su mu propisani antipsihotici, ali u vrijeme skladanja i snimanja Aliena počeo je sumnjati u izvornu dijagnozu i odlučio je prestati uzimati lijekove., Međutim, nastavio je zloupotrebljavati opojna sredstva i tijekom procesa je "izgubio kontrolu nad sobom"; taj je album nazvao "toksičnim" i "vrlo nezdravim u psihološkom smislu".
Budući da su Jed Simon i Byron Stroud bili zauzeti drugim obvezama, Townsend i Hoglan glavni su skladatelji pjesama na albumu. Townsend je objasnio da posljednja pjesma, "Info Dump", odražava uspaničeno stanje uma do kojeg je došlo nakon što je prestao uzimati lijekove. Townsend je izjavio da mu je najlakše bilo snimiti pjesmu "Zen", a da mu je "Skeksis", pjesma koja mu je bila najzahtjevnija za snimanje, bila najdraža. Od veljače 2005. na službenim se stranicama Century Medije nalazio dokumentarni pregled snimanja tog albuma, a objavljen je i na DVD-u uz posebno ograničeno prvo izdanje albuma. Sastav je odlučio snimiti i obradu pjesme "What's New Pussycat?" Toma Jonesa, no na kraju je nije snimio do kraja jer "nije pristajala toku" albuma. Pjesma vjerojatno neće biti objavljena iako je Blabbermouth.net izvijestio da hoće.
Zbog pogreške je nemasterirana promotivna inačica Aliena (kao i naknadno rano procurivanje albuma na internetu) sadržavala dulju inačicu skladbe "Love?" i inačicu "We Ride" kojoj su nedostajale gotovo sve gitarske solističke dionice. Na toj je istoj promotivnoj inačici skladba "Thalamus" nosila ime "Landscape". Prije nego što je promotivna inačica bila objavljena, izjave za tisak navodile su "Thalamus" pod imenom "Mega Bulldozer".
Glas koji se čuje na početku pjesme "Two Weeks" pripada britanskom matematičaru Andrewu Wilesu. Wiles je sudjelovao u intervjuu za epizodu BBC-jeve dokumentarne serije Horizon čija je glavna tema bila Fermatov posljednji teorem.

## O pjesmama

### "Love?"
"Love?" je izabrana za jedini singl s albuma. Townsend je izjavio da je refren "ukrao" iz skladbe "City of Love" sastava Yes. Dodao je: "Jednom sam prilikom upoznao Jona Andersona i rekao mu. Čini se da mu je to bilo smiješno." AllMusic je opisao harmonije refrena kao "King's X iz pakla".
Popratni je glazbeni spot, nadahnut kultnim hororfilmom Zla smrt, režirao Joe Lynch. Jed Simon priznao je da je odlučio snimiti video upravo za tu pjesmu jer je imala "najveći komercijalni potencijal". "Love?" je izvorno bila jedna od dvije potvrđene pjesme za EP koji je trebao sadržavati četiri nove pjesme i četiri obrade. Iako je trebao biti objavljen 2003., EP je naposljetku otkazan.
Drugi je glazbeni spot objavljen za pjesmu "Zen" i poslije se pojavio u filmu Samo pucaj, gdje lik Clivea Owena primjećuje da spot za "Zen" umiruje uplakanu bebu.

### "Info Dump"
Townsend je objasnio da je konačna skladba, noise-instrumentalna skladba "Info Dump", odraz uspaničenog stanja uma do kojeg je došlo kad je prestao uzimati lijekove kojima je liječio svoj bipolarni poremećaj. Djetetov vrisak na kraju simbolizira njegovo shvaćanje.
U sredini skladbe pojavljuju se pulsovi zvuka koji se u morseovom kodu prevode kao riječ "om". Ritam tih pulsova zvuka poslije je iskorišten za ritam na kraju pjesme "Color Your World" na Townsendovu albumu Ziltoid the Omniscient.
Townsend je naknadno izjavio da je skladba "uglavnom strukturirana buka koja sadrži Morseov kod za matematičku jednadžbu" te da je tijekom snimanja albuma gledao televizijsku emisiju o matematičaru Andrewu Wilesu i njegovu rješavanju posljednjeg Fermatovog teorema. "[Bio je to] problem koji se prije smatrao nerješivim, a čije je rješenje bilo vrlo elegantno: X2 + Y2 = Z². Iako sam daleko od matematičara, svidjela mi se ideja da se dva različita načina razmišljanja mogu ujediniti jednostavnom jednadžbom. Jednostavno me to pogodilo u vrijeme Aliena i ispada da je ‘Ziltoid 2’, ‘Z²’, odgovor za mene – kako nastaviti dalje. Čini se kako to povezuje sve, kao i Strapping, na zadovoljavajući način."

## Popis pjesama
Tekstovi: Devin Townsend. 
| 1.    | »Imperial«                 | 2:17  |
| 2.    | »Skeksis«                  | 6:43  |
| 3.    | »Shitstorm«                | 4:22  |
| 4.    | »Love?«                    | 4:54  |
| 5.    | »Shine«                    | 5:13  |
| 6.    | »We Ride«                  | 2:38  |
| 7.    | »Possessions«              | 4:13  |
| 8.    | »Two Weeks«                | 3:28  |
| 9.    | »Thalamus«                 | 3:59  |
| 10.   | »Zen«                      | 5:02  |
| 11.   | »Info Dump« (instrumental) | 11:56 |
| 54:45 |                            |       |

## Objava
Alien je objavljen 22. ožujka 2005. godine, a u prvom tjednu objave prodan je u 3697 primjeraka. Popeo se na 32. mjesto  Billboardove ljestvice "Top Heatseekers" i 35. mjesto ljestvice "Top nezavisnih albuma".

## Recenzije
Kritičari su pohvalili Townsendovu inovativnost i dinamičnost pjesama u kojima se "melodija i disonancija susreću na pola puta"; Adrien Begrand sa stranice PopMatters izjavio je kako je "Strapping Young Lad [tim albumom] ponovo podigao ljestvicu", dok ga je Blabbermouth.net nazvao jednim od najboljih albuma godine. Sam je Townsend jednom prilikom izjavio da je Alien album Strapping Young Lada kojim se "najviše ponosi".

## Zasluge
| Strapping Young Lad - Devin Townsend – vokali, gitara, klavijature, glazbeni uzorci, produkcija - Byron Stroud – bas-gitara, produkcija - Jed Simon – gitara - Gene Hoglan – bubnjevi Ostalo osoblje - Shaun Thingvold – inženjer zvuka, miksanje - Kristina Ardron – inženjer zvuka, uređivanje - Rob Stefanson – inženjer zvuka (asistent) - Bryan Seely – inženjer zvuka (asistent), uređivanje - Alan Wong Moon – inženjer zvuka (asistent) - Alex Aligizakis – uređivanje - Scott Cooke – uređivanje - Dave Young – klavijature, snimanje vokala - Greg Reely – mastering - Omer "Impson" Cordell – fotografija - Travis Smith – umjetnički direktor ilustracija - Pär Johansson – ilustracije | Dodatni glazbenici - Magdalena Bulak – zborski vokali - Shay Ward – zborski vokali - Steph Reid – zborski vokali - Michele Madden – zborski vokali - Joanna Ussner – zborski vokali - Shane Clark – zborski vokali - Chris "The Heathen" Valagao – zborski vokali - Rossy Living – zborski vokali - Cam Krotche – zborski vokali - Will Campagna – zborski vokali - Ross Gale – zborski vokali - Christ Stanley – zborski vokali - Will Cochrane – zborski vokali - Ash Manning – zborski vokali - Ross Empson – zborski vokali - Mike Quigley – zborski vokali - Billy Marquardt – zborski vokali - Jeff Cook – zborski vokali - Deborah Rodrigo-Tyzio – zborski vokali - Dorian Glaude-Living – zborski vokali - Damian Moore – zborski vokali - Ethan Belcourt-Lowe – zborski vokali - Jayden Gignac – zborski vokali - Laurielynn Bridger – zborski vokali - Marnie Mains – zborski vokali - Ani Kyd – zborski vokali - Tammy "Tamz" Theis – zborski vokali |